# Valentina Borok
Valentina Mikhailovna Borok (Járkov, Ucrania, URSS, 9 de julio de 1931 - Haifa, Israel, 4 de febrero de 2004) fue una matemática ucraniana soviética. Es conocida principalmente por su trabajo en ecuaciones diferenciales parciales.

## Vida
Borok nació el 9 de julio de 1931 en Járkov, en Ucrania. Hija de Bella Sigal y Michail Borok, que era un farmacéutico, científico y un experto en ciencia de materiales. Su madre, Bella Sigal, de ascendecía judía, fue una importante economista. Debido al destacado trabajo de su madre en el Ministerio de Economía, Valentina Borok tuvo una niñez privilegiada. Aun así, debido a la situación política, su madre dimitió voluntariamente en 1937 y ocupó una posición menos relevante, presumiblemente porque sabía que no podría soportar las represiones de finales de los 1930. Esto posiblemente ayudó a la familia Borok a sobrevivir a la Segunda Guerra Mundial.
Valentina Borok tenía un talento especial para las matemáticas incluso en el Instituto. De tal modo que en 1949, tras el consejo de su profesorado del instituto, Borok comenzó a estudiar matemáticas en la Universidad Estatal de Kiev. Allí conoció a Yakov Zhitomirskii, quién sería su marido hasta su muerte. Durante su estancia en la Universidad Estatal de Kiev Borok, junto con su futuro marido, empezó su investigación en el campo de las matemáticas, bajo la supervisión del jefe de departamento de matemáticas, Georgii Shilov. Su tesis de Licenciatura sobre la teoría de distribuciones y las aplicaciones de la teoría de sistemas de ecuaciones diferenciales parciales lineales fue considerada con un trabajo extraordinario y fue publicada en una importante revista rusa.

## Trayectoria profesional
En 1957, su tesis fue seleccionada para ser parte de los primeros volúmenes de traducciones de American Mathematical Society. En 1954, Borok se graduó en la Universidad Estatal de Kiev y se trasladó a la Universidad Estatal de Moscú para recibir su grado de licenciada. En 1957, se doctoró con la tesis doctoral sobre Sistemas de Ecuaciones Diferenciales Parciales Lineales con Coeficientes Constantes que fue publicada en la revista Annals of Mathematics. Posteriormente, entre 1954 y 1959, publicó diversos trabajos de investigación que contenían una colección de teoremas inversos que permitían caracterizar ecuaciones diferenciales parciales haciendo uso de algunas propiedades de sus soluciones. En el mismo periodo obtuvo una fórmula que permitía calcular en términos algebraicos sencillos los parámetros numéricos que determinan las clases de unicidad y orden de problemas de Cauchy para sistemas de ecuaciones diferenciales parciales lineales con coeficientes constantes. En 1960, se trasladó a la Universidad Estatal Járkov, donde se queda hasta 1994. En 1970, Borok ganó la Cátedra Universitaria y desde 1983 a 1994 fue la responsable del Departamento de Análisis.
A comienzos de 1960 Borok estudió el problema de estabilidad de las ecuaciones diferenciales parciales bien-ordenadas. En este mismo periodo, realizó otros trabajos sobre sistemas parabólicos que degeneran en el infinito y sobre la dependencia de clases de unicidad en las transformaciones de la variable espacial. La mayoría de sus trabajos durante este periodo de tiempo fueron relaizados conjuntamente con su marido Yakov Zhitomirskii.
A finales de 1960, Borok empezó una serie de artículos que fijaron las bases de la teoría de local y frontera no local problemas de valor en capas infinitas para sistemas de ecuaciones diferenciales parciales. Los resultados de sus estudios incluyeron la construcción de clases máximas de unicidad y bien-ordenadas, teoremas de tipo Phragmen-Lindelöf, y el estudio de propiedades asintóticas y de estabilidad de las soluciones de problemas con valores en la frontera en infinitas capas.
A comienzos de los años 1970, Borok abrió una escuela para el estudio de la teoría general de Ecuaciones Diferenciales Parciales en la Universidad Estatal de Kahrkiv. Muchos de sus artículos ayudaron al desarrollo de la teoría sobre problemas con valores locales y no locales en la frontera con infinitas capas para sistemas de ecuaciones diferenciales parciales. Uno de sus primeros trabajos incluye resultados sobre la unicidad y bien-orden de las soluciones del problema de Cauchy. La mayoría de sus trabajos estuvo centrada en el área de ecuaciones diferenciales Parciales sobre ecuaciones diferenciales de funciones. Incluso hoy en día muchos de sus trabajos siguen siendo citados.
Durante sus años de profesora en la Universidad Estatal de Járkov, Borok impartió clases de un curso de análisis, en el que gran parte de su alumnado se inició en labores de investigación. Borok era conocida por plantear "problemas creativos", así como por su creación de apuntes de muchos cursos básicos y especializados en Análisis y Ecuaciones Diferenciales Parciales. Lideró el currículum del departamento de matemática en Universidad Estatal de Járkov por más de 30 años, creando una tradición en la universidad.
En 1994, Borok enfermó gravemente debido a que no disponía de atención médica necesaria en Ucrania y se trasladó a Haifa, Israel. Murió en 2004, a los 72 años. Su hija e hijo, Michail Zhitomirskii y Svetlana Jitomirskaya, también se dedicaron a investigar en matemáticas.

## Trabajos
Borok fue conocida por su investigación y contribución en ecuaciones en derivadas parciales. Durante su vida publicó 80 artículos en revistas de alto impacto rusas y ucranianas, y supervisó 16 tesis doctorales junto con muchas tesis de máster.
Gran parte de su tesis incluía el estudio del problema de Cauchy para ecuaciones diferenciales parciales lineales, el cual fue publicado en Annals of Mathematics, en el que explicaba la teoría sobre las ecuaciones diferenciales parciales lineales. En otros trabajos demostró el teorema sobre la unicidad y teoremas de orden sobre el problema de valor inicial así como el problema de Cauchy para un sistema de ecuaciones diferenciales parciales lineales.
En sus estudios, traducidos del ruso, del problema de Cauchy para distintos sistemas de ecuaciones diferenciales parciales lineales que se pueden poner como una función con respecto a un parámetro, ella afirmó que para el estudio del problema de Cauchy para sistemas de ecuaciones de la forma đu(x,y,z)/đt = P(đ/đx)u(x,t,ɖy), xɛRn, tɛ[0,T],y>0,ɖ>0, ɖ≠1, uɛCn, donde P(S) es una matriz N x N con elementos polinómicos, existen en soluciones del problema homogéneo que converge exponencialmente a cero cuando |x|→∞ y para todo y>0. Además, estableció estimaciones para las soluciones cuando |x|→∞, y→∞ o y→+0 que garantizan su unicidad y encontró condiciones para el resolución correcta del problema en la clase de soluciones qué es polinónicas con respecto a y.